# Gerhard Bodenstein
Gerhard Bodenstein (* 9. Juni 1935) ist ein deutscher Hochschullehrer.
Er absolvierte ein landwirtschaftliches und betriebswirtschaftliches Studium in Göttingen und Kiel und wurde Dr. rer. pol. 
In seiner Studienzeit in Göttingen gestaltete er das Kunst- und Kulturprogramm der 1960 eröffneten Galerie Center aktiv mit. 1971 gehörte er zu den Gründungsmitgliedern der Galerie Apex und des Trägervereins pro art e.V. 2001 erhielt er hierfür die Ehrenmedaille der Stadt Göttingen. Für seine ehrenamtliche Kulturarbeit wurde er im März 2010 mit dem Verdienstkreuz am Bande des Verdienstordens der Bundesrepublik Deutschland ausgezeichnet.
Bis zum Jahr 2000 war er Professor für Betriebswirtschaft (Marketing und Konsum) der Gerhard-Mercator-Universität Duisburg. Sein Forschungsschwerpunkt sieht er im Innovationsmanagement, Umwelt- und Verbraucherpolitik und Absatzkanalmanagement.